# Copa dos Campeões Europeus da FIBA de 1968–69
A Copa dos Campeões Europeus da FIBA de 1968–69 foi a décima segunda edição da Copa dos Campeões da FIBA, competição de elite de basquetebol profissional masculino, organizada pela Federação Internacional de Basquetebol. A final foi sediada no Palau dels Esports, em Barcelona, Catalunha, Espanha em 24 de abril de 1969 vencida pelo CSKA Moscou derrotando o então campeão Real Madrid pelo placar de 103–99.

## Sistema de Competição
- 25 clubes (campeões das ligas nacionais somados ao detentor do título), jogando em sistema eliminatório com jogos de ida e volta onde o placar agregado dos confrontos define.
- As oito equipes que disputam as quartas de finais são divididas em dois grupos com quatro participantes. Os clubes jogam entre si em partidas em casa e fora de casa com vitórias valendo 2 pontos e derrota 1 ponto. Em caso de empate entre duas ou mais equipes no mesmo grupo, os critérios de desempate a serem seguidos são: 1) confronto direto; 2) média de cestas; 3) vitórias e derrotas.
- As duas equipes melhor classificadas na fase de Quartas de Finais passam para as semifinais. A final é disputada em sede predeterminada.

## Fase Preliminar
| Equipe 1           | Total   | Equipe 2         | 1.º jogo | 2.º jogo |
| ------------------ | ------- | ---------------- | -------- | -------- |
| Hornets            | 123–194 | ASVEL            | 76–81    | 47–113   |
| Alvik              | 122–149 | Gießen 46ers     | 60–61    | 62–88    |
| Aldershot Warriors | 103–238 | Real Madrid      | 59–103   | 44–135   |
| Tapion Honka       | 158–180 | Standard Liège   | 76–81    | 82–99    |
| Black Star Mersch  | 104–221 | Oransoda Cantù   | 51–97    | 53–124   |
| Flamingo's Haarlem | 113–170 | Vorwärts Leipzig | 70–75    | 43–95    |
| Engelmann Wien     | 145–160 | Dinamo Bucureşti | 88–75    | 57–85    |
| İTÜ                | 147–139 | Wisła Kraków     | 91–70    | 56–69    |
| Lourenço Marques   | 161–207 | AEK              | 77–89    | 84–118   |

## Segunda Fase
| Equipe 1         | Total   | Equipe 2         | 1.º jogo | 2.º jogo |
| ---------------- | ------- | ---------------- | -------- | -------- |
| ASVEL            | 141–142 | Zadar            | 74–54    | 67–88    |
| Gießen 46ers     | 152–199 | Real Madrid      | 81–97    | 71–102   |
| Honvéd           | 146–163 | Standard Liège   | 70–55    | 76–108   |
| Partizani Tirana | 136–163 | Oransoda Cantù   | 73–73    | 63–90    |
| Vorwärts Leipzig | 126–141 | CSKA Moscou      | 54–66    | 72–75    |
| Dinamo Bucureşti | 169–181 | Spartak ZJŠ Brno | 100–85   | 69–96    |
| İTÜ              | 142–151 | Maccabi Tel Aviv | 83–79    | 59–72    |
| AEK              | 127–134 | Academic         | 73–58    | 54–76    |

## Grupos de Quartas de Finais
|  | Duas equipes melhor classificam-se para as Semifinais |

|    | Clube       | Pld | Pts | V | D | P+  | P-  | +-  |
| -- | ----------- | --- | --- | - | - | --- | --- | --- |
| 1. | Real Madrid | 3   | 6   | 3 | 0 | 488 | 460 | +28 |
| 2. | CSKA Moscou | 3   | 5   | 2 | 1 | 471 | 416 | +55 |
| 3. | Zadar       | 3   | 4   | 1 | 2 | 465 | 465 | 0   |
| 4. | Academic    | 3   | 3   | 0 | 3 | 455 | 538 | -83 |

|    | Clube            | Pld | Pts | V | D | P+  | P-  | +-  |
| -- | ---------------- | --- | --- | - | - | --- | --- | --- |
| 1. | Spartak ZJŠ Brno | 3   | 6   | 3 | 0 | 502 | 457 | +45 |
| 2. | Standard Liège   | 3   | 5   | 2 | 1 | 488 | 508 | -20 |
| 3. | Oransoda Cantù   | 3   | 4   | 1 | 2 | 426 | 407 | +19 |
| 4. | Maccabi Tel Aviv | 3   | 3   | 0 | 3 | 403 | 447 | -44 |

## Semifinais
| Equipe 1    | Total   | Equipe 2         | 1.º jogo | 2.º jogo |
| ----------- | ------- | ---------------- | -------- | -------- |
| Real Madrid | 193–135 | Standard Liège   | 84–46    | 109–89   |
| CSKA Moscou | 184–158 | Spartak ZJŠ Brno | 101–66   | 83–92    |

## Final
24 de Abril de 1969 Palau dels Esports de Barcelona, Barcelona
| Equipe 1    | Resultado | Equipe 2    |
| ----------- | --------- | ----------- |
| CSKA Moscou | 103–99    | Real Madrid |

| Copa dos Campeões Europeus da FIBA de 1968–69 Campeões |
| ------------------------------------------------------ |
| CSKA Moscou 3º Título                                  |